# Ragga
Ragga är en typ av reggae, som utvecklades i Jamaica 1985. Om man skiljer på dancehall och reggae som musikstilar, bör ragga, åtminstone inledningsvis, betecknas som reggae. Orsaken är att vokalisten nästan alltid sjunger i stället för att som de jamaicanska mikrofonartisterna "pratsjunga". I ragga förekommer även refränger och verser. Musikaliskt är visserligen rytmgitarren borta, men den har ersatts med ett annat ljud som liksom i reggaen fyller ut tomrummet i one drop- och rockers- rytmerna. I slutet av ragga-perioden har dock raggan glidit över till den dancehall som är typisk för 1990-talet, dvs med få instrument och mycket pratande.  
Ragga-genren var främst ett resultat av de nya möjligheter som elektroniska och framför allt billigare instrument medförde för musikskapandet. Reggaen, som alltid varit beroende av att återanvända rytmer, fick nu tillgång till trummaskiner, programmerbara keyboards, digital sampling, m.m. De reggaestilar som utvecklats under 1960- och 1970-talen (lovers rock, toasting, dub och det som senare kom att kallas för roots reggae) fortsatte att spelas, men med elektroniska instrument och under samlingsnamnet ragga. Den samhällskritiska synen och det rastafarianska budskapet försvann inte, utan blev inledningsvis en del av ragga-musiken. Den sades vara musik för "raggamuffins", som de fattiga som bodde i slummen i Kingstons innerstad kallades. 
Fenomenet kan liknas vid andra tekniska förändringar i musikbranschen, till exempel elektrifieringen som spred elgitarren och elbasen inom alla befintliga musikstilar under 1950-talet. Den forsta raggalåten spelades in 1985 på en Casio MT-40 synthesizer.. Ganska snart kom emellertid den mer nöjesbetonade dancehall-musiken att knyta oupplösliga band till raggan. Omsättningen på låtar och artister var högre inom dancehall, och därför passade ragga-teknologin den bra. Den nya tekniken behövde inte låta digital, och det slutade den också att göra när jamaicanerna efter några år tröttnade på "sin" synthmusik. På Jamaica var det snart bara dancehall som gällde, och den gjorde även ett viktigt insteg på USA-marknaden.  
De mer långsiktiga konsekvenserna av raggan och digitaliseringen var att det blev lättare att spela och utveckla egna sound. När det gäller dancehall, medförde en påverkan från den amerikanska rapmusiken att Jamaicas mikrofonartister (dee-jays) höjde tempot. Något förvillande anges ragga vara en subkategori av dancehall lika ofta som det omvända, Båda stilarna kan dessutom ses som understilar till reggae. Dancehall framförs nästan enbart av pratsjungande mikrofonartister även om riktiga sångare ofta gästspelar på låtar. 

## Musikens digitalisering gav upphov till ragga
En bit in på 1980-talet, efter Bob Marleys död 1981 och den ursprungliga versionen av Marleys samlingsalbum Legend (1984) sålt färdigt (mer än 25 miljoner kopior), dalade intresset för reggae i Europa. I USA hade den aldrig riktigt slagit igenom. Det mest framgångsrika internationella reggaebandet i mitten av 1980-talet var UB40 från Birmingham, som snabbt tog till sig den nya teknologin och gjorde covers på jamaicanska hitlåtar från början av 1970-talet. När datorerna började användas på olika sätt i musikbranschen på 1980-talet och den elektroniska musiken nådde Jamaica, blev det möjligt att skapa helt nya ljud och mixer- och redigeringsarbetet förenklades i betydande grad. Det blev också lättare att plagiera gamla sound och att förbättra och förändra (och kanske försämra).
Reggaegitarren (rytm gitarren) försvann nästan helt ur reggaen, Wayne Smiths låt Under Me Sleng Teng producerades av King Jammy 1985 på en Casio MT-40 synthesizer och anses vara den första riktiga raggalåten, alternativt den första heldigitala reggaelåten. "Sleng Teng" ökade King Jammys popularitet, and andra musikproducenter på Jamaica släppte snabbt sina egna versioner av King Jammys riddim med ett tjog olika sångare. Sleng Teng-riddimet skulle komma att användas i över 200 inspelningar (med olika artister och melodier) inom ragga och dancehall. Barrington Levys album Here I Come från 1988 med låten "Here I Come" (I'm broad, I'm broad, I'm broader than broadway) var en annan viktig låt i utvecklingen av dancehall. Detta var en reggae där man framhävde de nya ljuden och instrumenten så långt som möjligt, och även om det var möjligt att få de nya keyboardarna att låta och användas som rhytm guitar så gjorde man det inte. Först en bit in på 1990-talet började artister och reggaeproducenter att orientera sig bort från "synt-reggaen" och prioritera mer "naturliga" ljud.
Artister som förknippas med ragga är bl.a. Beenie Man, Barrington Levy, Shabba Ranks, Shaka Demus, Admiral Bailey, Frankie Paul, Macka B, Pato Banton, Buju Banton, Anthony B, Cocoa Tea, Charlie Chaplin, Mad Cobra, Ini Kamoze, Bounty Killer, JC Lodge, Tippa Irie, Cutty Ranks, Kofi, Sanchez, Shinehead och svenske Papa Dee . En artist som varit populär ända från det tidiga 1980-talets toasting, under ragga-åren och ända fram till dagens dancehall är Eek-A-Mouse. I början av 1990-talet började ragga tilldra sig större intresse utomlands. Men det var inte i första hand lyssnarna i Europa som tog den till sig på samma sätt som de hade gjort med den ursprungliga reggaen. Ragga gick i stället på export till länder som lätt kunde blanda den med sin egen populärmusik – till Indien och indiska subkulturer runt om i världen genom de många artister av indisk härkomst som lever i Karibien, till Latinamerika genom cumbian som genom datorernas ankomst genomgått samma metamorfos som reggaen, till Egypten, Libanon och andra centrum för arabisk pop.    
Redan på 1970-talet var mikrofon-artistens främsta tillgång en röst som avvek från det vanliga på något sätt och därigenom fångade publikens intresse. Vidare kunde han (för det var bara män) klä sig på ett ovanligt sätt. Gimmickar som att uttala ord fel och sjunga nonsensfraser utnyttjades. Den ragga som spelades under 1980-talet började i betydligt större utsträckning än tidigare att framhålla fördelarna med marijuana. Den tuffare dancehall som kom i mitten av 1990-talet och tog ytterligare steg bort från det anständiga var grova sex-och bögskämt, men detta har inte gått hem i USA, Storbritannien, Kanada och andra engelsktalande länder där homosexuella numera betraktas som människor och där lagen förbjuder kränkningar och hatbrott.